# 17 Canis Majoris
17 Canis Majoris è una stella della costellazione del Cane Maggiore.
Essa è una stella subgigante bianca, con una magnitudine apparente di 5,8 e distante circa 595 anni luce dalla Terra.